# Sárszentmihály
Sárszentmihály là một thị trấn thuộc hạt Fejér, Hungary. Thị trấn này có diện tích 37,4 km², dân số năm 2010 là 3026 người, mật độ 81 người/km².